# بیمارستان اراسموس
بیمارستان اراسموس (به لاتین: Erasmus Hospital) یک بیمارستان در بلژیک است که در آندرلشت واقع شده‌است.